# Liga ASOBAL de 1993–94
A Liga ASOBAL de 1993–94 foi a quarta edição da Liga ASOBAL como primeira divisão do handebol espanhol. Com 16 equipes participantes o campeão foi o CB Cantabria.